# 海浪乡
海浪乡，是中华人民共和国辽宁省抚顺市抚顺县下辖的一个乡镇级行政单位。

## 行政区划
海浪乡下辖以下地区：
下海浪村、上海浪村、转山村、杨木村、房申村、前楼村、松树村、邹家东沟村、西台沟村、安家峪村和果木园子村。